# Gunter (Texas)
Gunter é uma cidade localizada no estado norte-americano do Texas, no Condado de Grayson.

## Demografia
Segundo o censo norte-americano de 2000, a sua população era de 1230 habitantes.
Em 2006, foi estimada uma população de 1592, um aumento de 362 (29.4%).

## Geografia
De acordo com o United States Census Bureau tem uma área de
3,9 km², dos quais 3,9 km² cobertos por terra e 0,0 km² cobertos por água. Gunter localiza-se a aproximadamente 231 m acima do nível do mar.

## Localidades na vizinhança
O diagrama seguinte representa as localidades num raio de 20 km ao redor de Gunter.